# Павлоградский (Краснодарский край)
Павлоградский — упразднённый хутор в Калининском районе Краснодарского края России. На момент упразднения входил в состав Джумайловского сельского округа. В 2003 году хутор исключён из учётных данных.

## География
Располагался на левом берегу Понурского лимана, примерно в 3 км (по прямой) к северо-западу от окраины хутора Масенковский.

## История
Хутор образован в 1920 году.
В 1926 году хутор Павлоградский состоял из 33 хозяйств. В административном отношении входил в состав Зареченского сельсовета Поповичского района Кубанского округа Северо-Кавказского края.
Постановлением заксобрания Краснодарского края от 10 декабря 2003 года № 485-П хутор из учётных данных.

## Население
По переписи 1926 г. на хуторе проживало 207 человек (100 мужчин и 107 женщин), основное население — русские.
По данным на 1999 год на хуторе проживал один человек.
По итогам переписи 2002 года на хуторе отсутствовало постоянное население.